# Nicola Pavarini
Nicola Pavarini (ur. 24 lutego 1974 w Brescii) – włoski piłkarz występujący podczas kariery na pozycji bramkarza.

## Kariera
Pavarini pierwsze kroki stawiał w juniorskich zespołach miejscowej Brescii Calcio. W sumie rozegrał w niej do roku 2001 16 spotkań. W międzyczasie był wypożyczony do występującego w Serie C2 US Pergrocrema oraz do grających ligę wyżej AS Gualdo i AC Cesena. W 2001 trafił do AS Acireale. Następnie grywał w klubach: AS Livorno Calcio, Reggina Calcio, AC Siena i US Lecce. W 2007 roku trafił do Parmy, gdzie występował do lipca 2014 roku. Ostatni mecz, jaki rozegrał, to mecz z AS Livorno, wygrany przez drużynę prowadzoną przez Roberta Donadoniego 2:0. W ostatnim swoim meczu grał zaledwie przez trzy minuty, ponieważ w 88 minucie zmienił Antonia Mirantego.